# Stančić
Stančić je vesnice v Chorvatsku v Záhřebské župě. Je součástí opčiny Brckovljani, od jejíhož stejnojmenného střediska se nachází 2 km severně. Nachází se asi 8 km severovýchodně od města Dugo Selo a asi 29 km severovýchodně od centra Záhřebu. V roce 2011 zde žilo 687 obyvatel.
Stančić se skládá z hlavní vesnice podél župní silnice Ž3017 a mnoha roztroušených malých osad, mezi které patří Borik, Cmrok, Dobri Dol, Izabela, Klanjčić, Lipnjak, Oštrc, Podgorice, Vinski Dol, Zelengaj a Zvonarevina. Přímo navazuje svým zastavěným územím na sousední vesnice Gračec, Hrebinec a Štakorovec.
Ve Stančići se nachází zařízení pro osoby se zdravotním postižením a rehabilitační centrum.

## Vývoj počtu obyvatel
| Počet obyvatel | Počet obyvatel | Počet obyvatel | Počet obyvatel | Počet obyvatel | Počet obyvatel | Počet obyvatel | Počet obyvatel | Počet obyvatel | Počet obyvatel | Počet obyvatel | Počet obyvatel | Počet obyvatel | Počet obyvatel | Počet obyvatel | Počet obyvatel |
| -------------- | -------------- | -------------- | -------------- | -------------- | -------------- | -------------- | -------------- | -------------- | -------------- | -------------- | -------------- | -------------- | -------------- | -------------- | -------------- |
| 1857           | 1869           | 1880           | 1890           | 1900           | 1910           | 1921           | 1931           | 1948           | 1953           | 1961           | 1971           | 1981           | 1991           | 2001           | 2011           |
| 88             | 80             | 101            | 93             | 120            | 131            | 167            | 143            | 341            | 320            | 527            | 609            | 683            | 776            | 738            | 687            |

## Sousední vesnice
| Růžice kompasu |          | Štakorovec  |         | Růžice kompasu |
| Růžice kompasu |          | Sever       | Lonjica | Růžice kompasu |
| Růžice kompasu | Stančić  |             | Lonjica | Růžice kompasu |
| Růžice kompasu | Jih      |             | Lonjica | Růžice kompasu |
| Růžice kompasu | Hrebinec | Brckovljani | Gračec  | Růžice kompasu |